# Adarnassé XI Bagration
Adarnassé XI Bagration (mort en 961) est un prince géorgien du Xe siècle de la famille des Bagrations.
Adarnassé XI est le fils unique de Bagrat Magistros, lui-même troisième fils du roi Adarnassé IV d'Ibérie. Aucune source contemporaine ne le mentionne, il est difficile de prouver son existence. En fait, la seule source qui le cite est la Chronique géorgienne du XVIIIe siècle, écrite par le prince Vakhoucht Bagration et analysée par Marie-Félicité Brosset. Il serait mort en 961.
De son épouse inconnue, Adarnassé XI Bagration aurait laissé deux fils :
- Bagrat ;
- David, éristhaw des éristhaws.

## Hypothèse
Cyrille Toumanoff considère qu'il s'agit d'un doublon de la Chronique lié à la grande homonymie des princes bagratides contemporains, et il identifie cet Adarnassé avec son cousin, Adarnassé V d'Ibérie le Curopalate, mort en 961, qui est également père de deux fils nommés Bagrat (mort en 966) et David le Grand Curopalate.